# Fodina matacassi
Fodina matacassi là một loài bướm đêm trong họ Noctuidae. Loài này được Viette miêu tả khoa học lần đầu tiên năm 1982.